# ケメ子の歌
「ケメ子の歌」（けめこのうた、ケメ子の唄、ミス・ケミッ子）は、作詞・作曲：馬場祥弘（小森豪人）、採譜・補作：浜口庫之助による楽曲。
編曲は、浜口庫之助（ザ・ダーツ盤）・寺岡真三 （ザ・ジャイアンツ盤）。

## 概要
馬場祥弘によると、この曲の歌詞は自身が中学3年生のときのクラスメイトに捧げる詩として書き、『赤鶸』（あかひわ）という同人誌に発表したものが発端で、浪人時代、その詩に曲をつけて自ら歌っていたという。そのクラスメイトのあだ名が「ケミッ子」であり（化学が得意だったのでケミカルをもじって付けたという）、「ケメ子」はもともとは「ケミッ子」だったという。
元ザ・ダーツの浅井隆によると、1967年当時の京都で作者不詳の曲として流布していたという。『朝日新聞』be on saturday掲載の「サザエさんをさがして」では当初、浅井の証言を基に「本来のタイトルは『愛なんて』で、レコードになるまで3番の歌詞もなかった」と記載されたが、その後、本来のタイトルが「ミス・ケメッ子」〔ママ〕に、「馬場祥弘によると最初から3番の歌詞もあった」と訂正された。
ザ・ダーツ（「ケメ子の歌」、1968年2月1日発売、日本コロムビア）と、ザ・ジャイアンツ（「ケメ子の唄」、1968年1月25日発売、ビクターレコード）デビューシングルとして競作でシングル盤が発売。ザ・ダーツ盤がオリコンチャート2位（累計売上60万枚）、ザ・ジャイアンツ盤がオリコンチャート6位を記録した。当初から「本命盤」と表示して売り出したザ・ジャイアンツ盤に対し、ザ・ダーツ盤は後になってジャケットに「オリジナル盤」と表示している。
発売当時、日本コロムビア・ビクター・東芝の大手レコード会社3社による競作となり、その累計売上は、1969年時点で推定240万枚に達している。
レコード発売当時は、作者は不詳とされており、1968年2月9日の新聞紙上で馬場祥弘が自ら名乗り出た。アート音楽出版社からの申請に基づく1969年3月〜4月の日本音楽著作権協会の審査により、「ケメ子の歌（唄）」が馬場が作詞・作曲した「ミス・ケミッ子」と同一曲であると判定、同年6月、文化庁に馬場が著作権者として登録された。曲に関しては、メロディーこそ基本的に同じだが、詞の細部やアレンジは双方で大きく異なっている。
ザ・ダーツの「ケメ子の歌」については、曲の最初の方で、ニール・セダカの曲「可愛いあの子」（1962年、全米チャート第5位）の出だしのスキャットが使われている。
「ケメ子」は、フジテレビ『お笑いタッグマッチ』のボケ役回答者で売れた柳家小せん (4代目)が、同番組で使用して流行語となった。
ザ・ジャイアンツ版は1968年6月発売のオムニバス・アルバム『アングラ・カーニバル』にも収録されている。

## 収録曲

### ザ・ダーツ
1. ケメ子の歌  (KEMEKO NO UTA)
2. ブーケをそえて (MEMORIES OF BOUQUET)
  - 作詞：堀井正次、作曲：土森勝則

### ザ・ジャイアンツ
1. ケメ子の唄
2. 豚のしっぽ
  - 作詞・作曲：浜口庫之助、編曲：寺岡真三

## カバー
- 稲垣次郎とオール・スターズ（フルート編曲：稲垣次郎。1968年7月発売。その後LP『GROOVE SOUNDS IN NIPPON〜コロムビア編 クレイジー・ミッドナイト』に収録）
- SAMPLY RED featuring 桜井秀俊（1997年3月21日発売、シングル。映画『夏時間の大人たち』挿入歌）
- 中澤裕子他（2003年5月21日発売、アルバム『FOLK SONGS 4』収録）
- ケメコ（斎藤千和）（2008年12月26日発売、アルバム『ケメコデラックス!』オリジナルサウンドトラック』のボーナストラックとして収録）
- 平凡パンチ（高田純次）（2009年5月20日発売、シングル）

## 本作が使用された作品
- 『ハロー!モーニング。』ハロモニ劇場『バスがくるまで』、『駅前交番物語』ほか
- 九重佑三子主演『コメットさん』第55話『出たぞ！チビッコ・ギャング』
- 2003年度下半期のNHK連続テレビ小説『てるてる家族』（NHK大阪放送局製作）の総集編第5回で、上野樹里が歌っていた。
- 2008年放送のテレビアニメ『ケメコデラックス!』第5話の劇中歌として上述のケメコ役の斎藤千和のカバーを使用。
- 当時『朝日新聞』朝刊に連載されていた『サザエさん』（1968年3月27日掲載話）の中でも、サザエとマスオが寿司屋に入り、サザエが「じゃあ、ケメコでね」と寿司屋の主にいう話があり、サザエの注文した握りの数が、この歌の通り出ている[2]。

## アンサーソング
- 松平ケメ子「私がケメ子よ」
  - 作詞：柳家小せん (4代目)、宇井天平、作曲・編曲：萩原哲晶。
  - オリコン44位を記録。レコードのB面に「ケメ子の唄」（補作詞：松平ケメ子、編曲：小林郁夫）を収録しているが、歌詞はケメ子の立場から見た形に、さらに改作されている。
- 滝しんじ「ケメ子がなんだい」
  - 作詞：橋本和彦・補作詞：幸田栄、作曲：橋本和彦・補作曲：遠藤実、編曲：只野通泰。

## 劇場版
1968年3月16日に、ザ・ジャイアンツ盤をモチーフとした映画「ケメ子の唄」が松竹系にて公開された。白黒作品。ザ・ジャイアンツのメンバーも出演している。

### スタッフ
- 原案：中原竜太
- 監督：田中康義
- 脚本：高橋二三、植村信吉、田向正健
- 音楽：山本直純
- 撮影：堂脇博
- 照明：田村晃雄
- 美術：横山豊
- 録音：松本隆司

### キャスト
- 小山ルミ
- 竹脇無我
- ザ・ジャイアンツ
- 十朱久雄
- 谷幹一
- 根岸明美
- 川崎敬三